# The Legacy (canción de Iron Maiden)
Para otros usos The Legacy (lucha libre)
The Legacy es la décima y última canción del álbum A Matter of Life and Death de la banda británica de heavy metal, Iron Maiden. Ha sido interpretada en vivo sólo en la gira A Matter of Life and Death Tour, en 2006 y 2007.
- Datos: Q11704401